# Faces (película)
Rostros (en inglés, Faces) es una película estadounidense dirigida por John Cassavetes. Está protagonizada por John Marley, Gena Rowlands, Lynn Carlin (en su debut como actor), Seymour Cassel, Fred Draper y Val Avery.
La película consiguió dos premios en el Festival de Venecia y recibió tres nominaciones a la Academia de los Óscar de 1968. En 2011, fue añadida a la National Film Registry por ser "cultural, histórica y estéticamente significante." 

## Argumento
Richard Frost es un distribuidor de cine y está a punto de ver una película que se llama Faces . Más tarde, con Freddie, un viejo amigo, también en los negocios, se encuentran en un bar Jeannie, una call-girl, que les lleva a su casa al finalizar el día. Cuando Richard vuelve a su casa, completamente bebido, discute con su mujer Maria. Le anuncia que quiere divorciarse y vuelve con Jeannie. La encuentra en compañía de dos representantes de comercio y de una mujer. Después de escenas muy agitadas, Jeannie y Richard se quedan solos. Por su lado, su esposa Maria, en compañía de tres de sus amigas, encuentra a Chet en un night club. Lleva a todo el mundo a su domicilio conyugal. Ya solos, Maria y Chet pasan una noche de amor. Por la mañana, intenta suicidarse, pero Chet la salva con mucha dulzura. El marido vuelve y los sorprende. Chet salta por la ventana. Los dos esposos se tendrán que enfrentar.

## Reparto
- John Marley: Richard Forst
- Lynn Carlin: Maria Forst
- Seymour Cassel: Chet
- Gena Rowlands: Jeannie Rapp
- Fred Draper: Freddie
- Val Avery: Jim McCarthy
- Dorothy Gulliver: Florence
- Joanne Moore Jordan: Louise
- Darlene Conley: Billy Mae
- Gene Darfler: Joe Jackson
- Elizabeth Deering: Stella
- Ann Shirley: Anne
- Anita White: Nita
- Erwin Sirianni: Harry Selfrine
- Jim Bridges: Jim Mortensen
- Don Kraatz: Edward Kazmier
- John Hale: Judd Lang
- John Finnegan: J.P.

## Contexto, rodaje y acogida del film
Faces  se rodó en seis meses en casa de la pareja Cassavetes-Rowlands, donde realizarían cinco películas más. El garaje es definitivamente transformado en sala de montaje, la película es recuperada de las caídas de los estudios de Hollywood. Los actores hacen también trabajos técnicos. El dinero ganado se destina a la hipoteca de la casa, y por participaciones de los actores del equipo en otras películas: por John Cassavetes, a La semilla del diablo y Doce del patíbulo, por ejemplo.
Al contrario de Shadows el texto es cuidadosamente escrito, y las escenas serán rodadas tan a menudo, y con cámaras múltiples, que el equipo se encontrará con ciento cincuenta horas de película. Una primera versión, hoy desaparecida, duraba cuatro horas, antes de ser reducida a como la conocemos hoy en día, de dos horas. Una de las técnicas de montaje más sistemáticas y más impactantes que utiliza aquí Cassavetes es empezar las secuencias en medio del movimiento y de la acción, para coger al vuelo sólo las sobras y someter sólo los instantes paroxísticos. La película implica algunas secuencias de valentía: Seymour Cassel bailando en el night club, o rodando por la ventana, o la muy gran sensualidad del cuerpo a cuerpo en la escena donde Chet (Seymour Cassel) salva a María (Lynn Carlin, esposa de Cassel).
El material era tan precario que se tuvo que rehacer, imagen a imagen, la sincronización de la banda sonora y que hubo que renunciar a una de las escenas de la película que habían sido disueltas por los excrementos del caniche de Lady Rowlands, la madre de Gena. El montaje duraría tres años.

## Premios y distinciones
Premios Óscar
| Año  | Categoría               | Persona         | Resultado |
| ---- | ----------------------- | --------------- | --------- |
| 1969 | Mejor actor de reparto  | Seymour Cassel  | Nominado  |
| 1969 | Mejor actriz de reparto | Lynn Carlin     | Nominada  |
| 1969 | Mejor guion original    | John Cassavetes | Nominado  |

Festival Internacional de Cine de Venecia
| Año  | Categoría                 | Persona     | Resultado |
| ---- | ------------------------- | ----------- | --------- |
| 1968 | Copa Volpi al mejor actor | John Marley | Ganador   |